# Liste der Mitglieder der Rock and Roll Hall of Fame

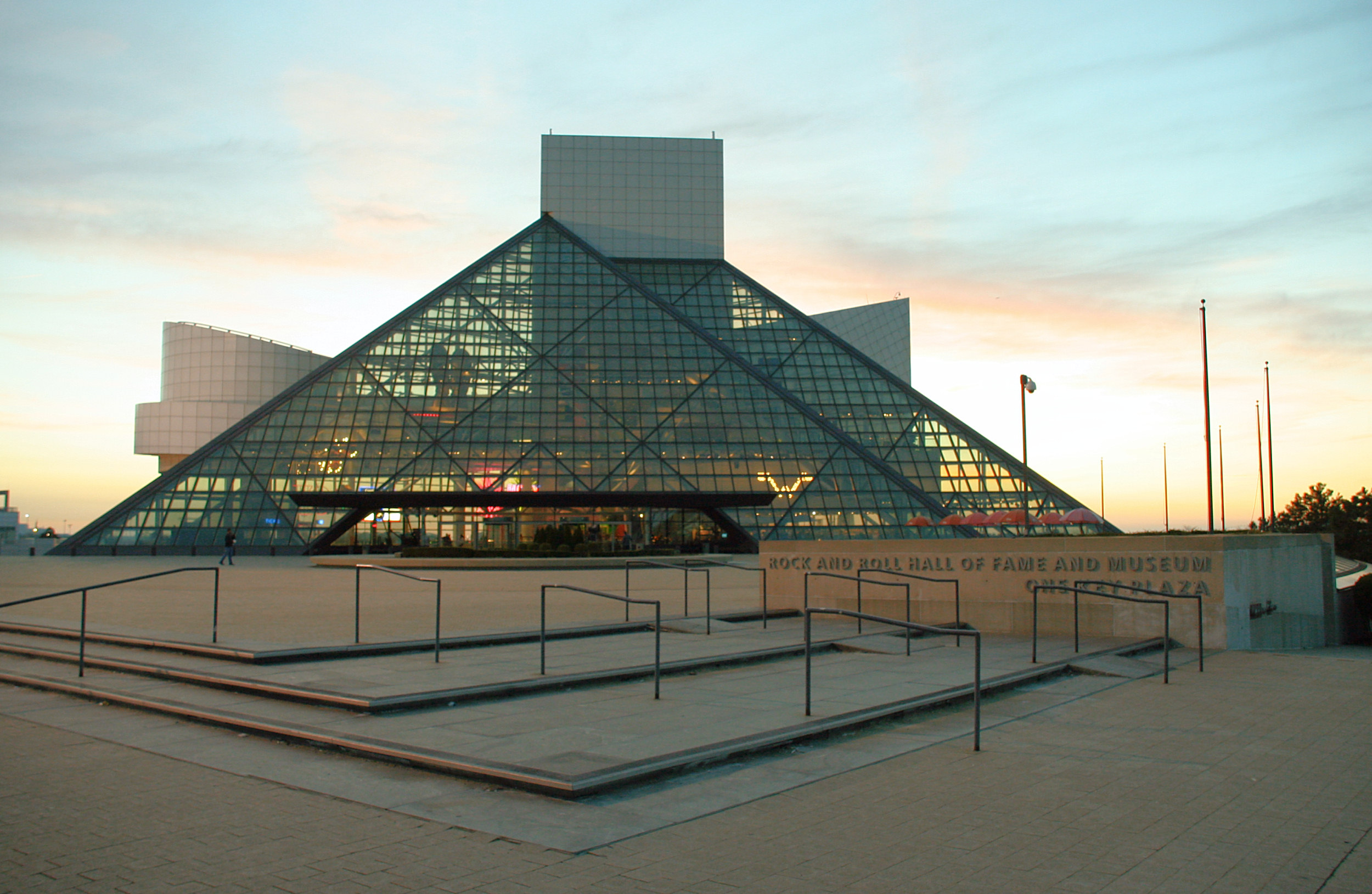
Die Rock and Roll Hall of Fame

Diese Liste der Mitglieder der Rock and Roll Hall of Fame enthält alle Musiker und sonstigen Personen, die durch eine Aufnahme in die Rock and Roll Hall of Fame geehrt wurden. Die Rock and Roll Hall of Fame wurde 1986 eingerichtet und befindet sich in Cleveland, Ohio. Ihre Aufgabe ist es, die Geschichte einiger der bekanntesten und einflussreichsten Musiker, Bands, Produzenten und anderer Personen zu dokumentieren, die die Entwicklung der Musikindustrie und hier speziell den Bereich des Rock ’n’ Roll mit ihrer Arbeit beeinflusst haben.
Ursprünglich gab es vier Kategorien für die Aufnahme in die Hall of Fame: „Interpreten“ (performers), „Nicht-Interpreten“ (non-performers), „Frühe Einflüsse“ (early influences) sowie „Lebenswerk“ (lifetime achievement). Im Jahr 2000 wurde zusätzlich die Kategorie „Sidemen“ eingeführt und im Jahr 2011 in „Award for Musical Excellence“ umbenannt. Die einzige Kategorie, die seit ihrem Bestehen jährlich neue Mitglieder verzeichnen kann, ist die Kategorie „Interpreten“. Die Aufnahme kann frühestens 25 Jahre nach Erscheinen der ersten Schallplatte oder CD eines Künstlers erfolgen.

## Mitglieder

### Interpreten
Die Kategorie „Interpreten“ wurde eingerichtet für Musiker und Bands, die einen besonderen Einfluss und eine zentrale Bedeutung für die Entwicklung und Bewahrung des Rock ’n’ Roll haben („influence and significance to the development and perpetuation of rock and roll“) Interpreten können frühestens 25 Jahre nach der Veröffentlichung ihrer ersten Aufnahmen nominiert und aufgenommen werden. Sie müssen von einem Komitee vorgeschlagen und anschließend in einer Wahl durch 500 ausgewählte Experten bestätigt werden. Die Künstler mit den meisten Stimmen und zugleich mehr als 50 % aller Stimmen werden aufgenommen.
| Jahr | Bild | Name                                 | Mitglieder (bei Bands) | Einführungsrede von                                |
| ---- | --- | ------------------------------------ | --- | -------------------------------------------------- |
| 1986 | | Chuck Berry                          | | Keith Richards                                     |
| 1986 | | James Brown                          | | Steve Winwood                                      |
| 1986 | | Ray Charles                          | | Quincy Jones                                       |
| 1986 | | Sam Cooke                            | | Herb Alpert                                        |
| 1986 | | Fats Domino                          | | Billy Joel                                         |
| 1986 | | The Everly Brothers                  | Don Everly und Phil Everly. | Neil Young                                         |
| 1986 | | Buddy Holly                          | | John Fogerty                                       |
| 1986 | | Jerry Lee Lewis                      | | Hank Williams, Jr.                                 |
| 1986 | | Little Richard                       | | Roberta Flack                                      |
| 1986 | | Elvis Presley                        | | Julian Lennon und Sean Lennon                      |
| 1987 | | The Coasters                         | Carl Gardner, Cornell Gunter, Billy Guy und Will „Dub“ Jones. | Lester Sill                                        |
| 1987 | | Eddie Cochran                        | | Mick Jones                                         |
| 1987 | | Bo Diddley                           | | ZZ Top                                             |
| 1987 | | Aretha Franklin                      | | Keith Richards                                     |
| 1987 | | Marvin Gaye                          | | Nickolas Ashford und Valerie Simpson               |
| 1987 | | Bill Haley                           | | Chuck Berry                                        |
| 1987 | | B. B. King                           | | Sting                                              |
| 1987 | | Clyde McPhatter                      | | Ben E. King                                        |
| 1987 | | Ricky Nelson                         | | John Fogerty                                       |
| 1987 | | Roy Orbison                          | | Bruce Springsteen                                  |
| 1987 | | Carl Perkins                         | | Sam Phillips                                       |
| 1987 | | Smokey Robinson                      | | Daryl Hall und John Oates                          |
| 1987 | | Big Joe Turner                       | | Doc Pomus                                          |
| 1987 | | Muddy Waters                         | | Paul Butterfield                                   |
| 1987 | | Jackie Wilson                        | | Peter Wolf                                         |
| 1988 | | The Beach Boys                       | Alan Jardine, Mike Love, Brian Wilson, Carl Wilson und Dennis Wilson. | Elton John                                         |
| 1988 | left to right: John Lennon, Paul McCartney, George Harrison und Ringo Starr                                                  | The Beatles                          | George Harrison, John Lennon, Paul McCartney und Ringo Starr. | Mick Jagger                                        |
| 1988 | | The Drifters                         | Clyde McPhatter, Ben E. King, Rudy Lewis, Johnny Moore, Bill Pinkney, Charlie Thomas und Gerhart Thrasher. | Billy Joel                                         |
| 1988 | | Bob Dylan                            | | Bruce Springsteen                                  |
| 1988 | | The Supremes                         | Florence Ballard, Diana Ross und Mary Wilson. | Little Richard                                     |
| 1989 | | Dion                                 | | Lou Reed                                           |
| 1989 | | Otis Redding                         | | Little Richard                                     |
| 1989 | | The Rolling Stones                   | Mick Jagger, Brian Jones, Keith Richards, Ian Stewart, Mick Taylor, Charlie Watts, Ron Wood und Bill Wyman. | Pete Townshend                                     |
| 1989 | | The Temptations                      | Dennis Edwards, Melvin Franklin, Eddie Kendricks, David Ruffin, Otis Williams und Paul Williams. | Daryl Hall und John Oates                          |
| 1989 | | Stevie Wonder                        | | Paul Simon                                         |
| 1990 | | Hank Ballard                         | | Boz Scaggs                                         |
| 1990 | | Bobby Darin                          | | Paul Anka                                          |
| 1990 | | The Four Seasons                     | Tommy DeVito, Bob Gaudio, Nick Massi und Frankie Valli. | Bob Crewe                                          |
| 1990 | | The Four Tops                        | Renaldo „Obie“ Benson, Abdul „Duke“ Fakir, Lawrence Payton und Levi Stubbs. | Stevie Wonder                                      |
| 1990 | left to right: Pete Quaife, Dave Davies, Ray Davies, Mick Avory.                                                             | The Kinks                            | Mick Avory, Dave Davies, Ray Davies und Peter Quaife. | Graham Nash                                        |
| 1990 | | The Platters                         | David Lynch, Herb Reed, Paul Robi, Zola Taylor und Tony Williams. | Phil Spector                                       |
| 1990 | | Simon & Garfunkel                    | Paul Simon und Art Garfunkel. | James Taylor                                       |
| 1990 | The Who in 1975, left to right: Roger Daltrey, John Entwistle, Keith Moon, Pete Townshend                                    | The Who                              | Roger Daltrey, John Entwistle, Keith Moon und Pete Townshend. | U2                                                 |
| 1991 | | LaVern Baker                         | | Chaka Khan                                         |
| 1991 | | The Byrds                            | Gene Clark, Michael Clarke, David Crosby, Chris Hillman und Roger McGuinn. | Don Henley                                         |
| 1991 | | John Lee Hooker                      | | Bonnie Raitt                                       |
| 1991 | | The Impressions                      | Arthur Brooks, Richard Brooks, Jerry Butler, Fred Cash, Sam Gooden und Curtis Mayfield. | Tracy Chapman                                      |
| 1991 | | Wilson Pickett                       | | Bobby Brown                                        |
| 1991 | | Jimmy Reed                           | | ZZ Top                                             |
| 1991 | | Ike & Tina Turner                    | Ike Turner und Tina Turner. | Phil Spector                                       |
| 1992 | | Bobby „Blue“ Bland                   | | B. B. King                                         |
| 1992 | | Booker T. & the M.G.’s               | Steve Cropper, Donald „Duck“ Dunn, Al Jackson, Jr., Booker T. Jones und Lewis Steinberg . | Jim Stewart                                        |
| 1992 | | Johnny Cash                          | | Lyle Lovett                                        |
| 1992 | | The Isley Brothers                   | Chris Jasper, Ernie Isley, Marvin Isley, O’Kelly Isley, Jr., Ronald Isley und Rudolph Isley. | Little Richard                                     |
| 1992 | | The Jimi Hendrix Experience          | Jimi Hendrix, Mitch Mitchell und Noel Redding. | Neil Young                                         |
| 1992 | | Sam & Dave                           | Sam Moore und Dave Prater. | Billy Joel                                         |
| 1992 | | The Yardbirds                        | Jeff Beck, Eric Clapton, Chris Dreja, Jim McCarty, Jimmy Page, Keith Relf und Paul Samwell-Smith. | The Edge                                           |
| 1993 | | Ruth Brown                           | | Bonnie Raitt                                       |
| 1993 | | Cream                                | Ginger Baker, Jack Bruce und Eric Clapton. | ZZ Top                                             |
| 1993 | | Creedence Clearwater Revival         | Doug Clifford, Stu Cook, John Fogerty und Tom Fogerty. | Bruce Springsteen                                  |
| 1993 | | The Doors                            | John Densmore, Robby Krieger, Ray Manzarek und Jim Morrison. | Eddie Vedder                                       |
| 1993 | | Frankie Lymon & the Teenagers        | Frankie Lymon, Sherman Garnes, Jimmy Merchant, Joe Negroni und Herman Santiago | Boyz II Men                                        |
| 1993 | | Etta James                           | | k.d. lang                                          |
| 1993 | | Van Morrison                         | | Robbie Robertson                                   |
| 1993 | | Sly & the Family Stone               | Greg Errico, Larry Graham, Jerry Martini, Cynthia Robinson, Freddie Stone, Rosie Stone, Sly Stone. | George Clinton                                     |
| 1994 | | The Animals                          | Eric Burdon, Chas Chandler, Alan Price, John Steel, Hilton Valentine. | Dave Pirner                                        |
| 1994 | The Band performing with Bob Dylan (Dylan was not a member of The band)                                                      | The Band                             | Rick Danko, Levon Helm, Garth Hudson, Richard Manuel, Robbie Robertson. | Eric Clapton                                       |
| 1994 | | Duane Eddy                           | | Mick Jones                                         |
| 1994 | | Grateful Dead                        | Tom Constanten, Jerry Garcia, Donna Godchaux, Keith Godchaux, Mickey Hart, Robert Hunter, Bill Kreutzmann, Phil Lesh, Ron McKernan, Brent Mydland, Bob Weir und Vince Welnick.                                                                       | Bruce Hornsby                                      |
| 1994 | | Elton John                           | | Axl Rose                                           |
| 1994 | | John Lennon                          | | Paul McCartney                                     |
| 1994 | | Bob Marley                           | | Bono                                               |
| 1994 | | Rod Stewart                          | | Jeff Beck                                          |
| 1995 | | The Allman Brothers Band             | Duane Allman, Gregg Allman, Dickey Betts, Jai Johanny Johanson, Berry Oakley und Butch Trucks. | Willie Nelson                                      |
| 1995 | | Al Green                             | | Natalie Cole                                       |
| 1995 | | Janis Joplin                         | | Natalie Cole                                       |
| 1995 | Led Zeppelin in 2007, left to right: John Paul Jones, Robert Plant, Jimmy Page                                               | Led Zeppelin                         | John Bonham, John Paul Jones, Jimmy Page und Robert Plant | Steven Tyler und Joe Perry                         |
| 1995 | | Martha & the Vandellas               | Martha Reeves, Rosalind Ashford, Betty Kelly, Lois Reeves und Annette Sterling. | Fred Schneider und Kate Pierson                    |
| 1995 | | Neil Young                           | | Eddie Vedder                                       |
| 1995 | | Frank Zappa                          | | Lou Reed                                           |
| 1996 | | David Bowie                          | | Madonna und David Byrne                            |
| 1996 | von links nach rechts: William „Red“ Guest, Edward Patten, Merald „Bubba“ Knight, und Gladys Knight                          | Gladys Knight & the Pips             | Gladys Knight, William Guest, Merald Knight und Edward Patten. | Mariah Carey                                       |
| 1996 | | Jefferson Airplane                   | Marty Balin, Jack Casady, Spencer Dryden, Paul Kantner, Jorma Kaukonen, Grace Slick. | Mickey Hart und Phil Lesh                          |
| 1996 | | Little Willie John                   | | Stevie Wonder                                      |
| 1996 | | Pink Floyd                           | Syd Barrett, David Gilmour, Nick Mason, Roger Waters, Rick Wright. | Billy Corgan                                       |
| 1996 | | The Shirelles                        | Shirley Alston Reeves, Addie Harris, Doris Kenner-Jackson, Beverly Lee. | Darlene Love, Merry Clayton und Marianne Faithfull |
| 1996 | | The Velvet Underground               | John Cale, Sterling Morrison, Lou Reed, Maureen Tucker. | Patti Smith                                        |
| 1997 | | Bee Gees                             | Barry Gibb, Maurice Gibb, Robin Gibb. | Brian Wilson                                       |
| 1997 | | Buffalo Springfield                  | Richie Furay, Dewey Martin, Bruce Palmer, Stephen Stills, Neil Young. | Tom Petty                                          |
| 1997 | | Crosby, Stills & Nash                | David Crosby, Graham Nash, Stephen Stills. | James Taylor                                       |
| 1997 | | The Jackson Five                     | Jackie Jackson, Jermaine Jackson, Marlon Jackson, Michael Jackson, Tito Jackson. | Diana Ross                                         |
| 1997 | | Joni Mitchell                        | | Shawn Colvin                                       |
| 1997 | | Parliament bzw. Funkadelic           | Jerome Brailey, Bootsy Collins, Raymond Davis, Tiki Fulwood, George Clinton, Glenn Goins, Michael Hampton, Fuzzy Haskins, Eddie Hazel, Walter Morrison, Cordell Mosson, Billy Bass Nelson, Garry Shider, Calvin Simon, Grady Thomas, Bernie Worrell. | Prince                                             |
| 1997 | | The Rascals                          | Eddie Brigati, Felix Cavaliere, Gene Cornish, Dino Danelli. | Steven Van Zandt                                   |
| 1998 | | Eagles                               | Don Felder, Glenn Frey, Don Henley, Bernie Leadon, Randy Meisner, Timothy B. Schmit, Joe Walsh. | Jimmy Buffett                                      |
| 1998 | | Fleetwood Mac                        | Lindsey Buckingham, Mick Fleetwood, Peter Green, Danny Kirwan, John McVie, Christine McVie, Stevie Nicks, Jeremy Spencer. | Sheryl Crow                                        |
| 1998 | | The Mamas and the Papas              | Denny Doherty, Cass Elliot, John Phillips, Michelle Phillips. | Shania Twain                                       |
| 1998 | | Lloyd Price                          | | Tony Rich                                          |
| 1998 | | Santana                              | Carlos Santana, Jose Chepito Areas, David Brown, Mike Carabello, Gregg Rolie, Michael Shrieve. | John Popper                                        |
| 1998 | | Gene Vincent                         | | John Fogerty                                       |
| 1999 | | Billy Joel                           | | Ray Charles                                        |
| 1999 | | Curtis Mayfield                      | | Puff Daddy                                         |
| 1999 | | Paul McCartney                       | | Neil Young                                         |
| 1999 | | Del Shannon                          | | Art Alexakis                                       |
| 1999 | | Dusty Springfield                    | | Elton John                                         |
| 1999 | | Bruce Springsteen                    | | Bono                                               |
| 1999 | | The Staple Singers                   | Pops Staples, Cleotha Staples, Mavis Staples, Pervis Staples, Yvonne Staples. | Lauryn Hill                                        |
| 2000 | | Eric Clapton                         | | Robbie Robertson                                   |
| 2000 | | Earth, Wind and Fire                 | Philip Bailey, Larry Dunn, Johnny Graham, Ralph Johnson, Al McKay, Fred White, Maurice White, Verdine White, Andrew Woolfolk. | Lil’ Kim                                           |
| 2000 | | The Lovin’ Spoonful                  | Steve Boone, Joe Butler, John Sebastian, Zal Yanovsky. | John Mellencamp                                    |
| 2000 | | The Moonglows                        | Prentiss Barnes, Harvey Fuqua, Peter Graves, Bobby Lester, Billy Johnson. | Paul Simon                                         |
| 2000 | | Bonnie Raitt                         | | Melissa Etheridge                                  |
| 2000 | | James Taylor                         | | Paul McCartney                                     |
| 2001 | | Aerosmith                            | Tom Hamilton, Joey Kramer, Joe Perry, Steven Tyler, Brad Whitford. | Kid Rock                                           |
| 2001 | | Solomon Burke                        | | Mary J. Blige                                      |
| 2001 | | The Flamingos                        | Jake Carey, Zeke Carey, Johnny Carter, Tommy Hunt, Terry „Buzzy“ Johnson, Sollie McElroy, Nate Nelson, Paul Wilson. | Frankie Valli                                      |
| 2001 | | Michael Jackson                      | | *NSYNC                                             |
| 2001 | | Queen                                | John Deacon, Brian May, Freddie Mercury, Roger Taylor. | Dave Grohl und Taylor Hawkins                      |
| 2001 | | Paul Simon                           | | Marc Anthony                                       |
| 2001 | | Steely Dan                           | Walter Becker, Donald Fagen. | Moby                                               |
| 2001 | | Ritchie Valens                       | | Ricky Martin                                       |
| 2002 | | Isaac Hayes                          | | Alicia Keys                                        |
| 2002 | | Brenda Lee                           | | Jewel                                              |
| 2002 | Tom Petty | Tom Petty & the Heartbreakers        | Tom Petty, Ron Blair, Mike Campbell, Howie Epstein, Stan Lynch, Benmont Tench. | Jakob Dylan                                        |
| 2002 | | Gene Pitney                          | | Darlene Love                                       |
| 2002 | The Ramones in 1980 | Ramones                              | Dee Dee Ramone, Joey Ramone, Johnny Ramone, Marky Ramone, Tommy Ramone. | Eddie Vedder                                       |
| 2002 | | Talking Heads                        | David Byrne, Chris Frantz, Jerry Harrison, Tina Weymouth. | Anthony Kiedis                                     |
| 2003 | Brian Johnson and Angus Young in 2008                                                                                        | AC/DC                                | Phil Rudd, Brian Johnson, Bon Scott, Cliff Williams, Angus Young, Malcolm Young. | Steven Tyler                                       |
| 2003 | The Clash in 1980 | The Clash                            | Terry Chimes, Topper Headon, Mick Jones, Paul Simonon, Joe Strummer. | The Edge und Tom Morello                           |
| 2003 | Elvis Costello | Elvis Costello & the Attractions     | Elvis Costello, Steve Nieve, Bruce Thomas, Pete Thomas. | Elton John                                         |
| 2003 | | The Police                           | Stewart Copeland, Sting, Andy Summers. | Gwen Stefani                                       |
| 2003 | | The Righteous Brothers               | Bobby Hatfield, Bill Medley. | Billy Joel                                         |
| 2004 | | Jackson Browne                       | | Bruce Springsteen                                  |
| 2004 | | The Dells                            | Verne Allison, Chuck Barksdale, Johnny Carter, Johnny Funches, Marvin Junior, Michael McGill. | Robert Townsend                                    |
| 2004 | | George Harrison                      | | Tom Petty und Jeff Lynne                           |
| 2004 | | Prince                               | | Alicia Keys und OutKast                            |
| 2004 | | Bob Seger                            | | Kid Rock                                           |
| 2004 | | Traffic                              | Jim Capaldi, Dave Mason, Steve Winwood, Chris Wood. | Dave Matthews                                      |
| 2004 | | ZZ Top                               | Billy Gibbons, Dusty Hill, Frank Beard. | Keith Richards                                     |
| 2005 | | Buddy Guy                            | | Eric Clapton und B. B. King                        |
| 2005 | | The O’Jays                           | Eddie Levert, Bobby Massey, William Powell, Sammy Strain, Walter Williams. | Justin Timberlake                                  |
| 2005 | | The Pretenders                       | Chrissie Hynde, Martin Chambers, Pete Farndon, James Honeyman-Scott. | Neil Young                                         |
| 2005 | | Percy Sledge                         | | Rod Stewart                                        |
| 2005 | | U2                                   | Bono, The Edge, Adam Clayton, Larry Mullen. | Bruce Springsteen                                  |
| 2006 | Left to right: Geezer Butler, Ozzy Osbourne, Tony Iommi, Bill Ward                                                           | Black Sabbath                        | Geezer Butler, Tony Iommi, Ozzy Osbourne, Bill Ward. | James Hetfield und Lars Ulrich                     |
| 2006 | Blondie head singer, Deborah Harry                                                                                           | Blondie                              | Deborah Harry, Clem Burke, Jimmy Destri, Nigel Harrison, Frank Infante, Chris Stein, Gary Valentine. | Shirley Manson                                     |
| 2006 | | Miles Davis                          | | Herbie Hancock                                     |
| 2006 | | Lynyrd Skynyrd                       | Bob Burns, Allen Collins, Steve Gaines, Ed King, Gary Rossington, Billy Powell, Artimus Pyle, Ronnie Van Zant, Leon Wilkeson. | Kid Rock                                           |
| 2006 | | Sex Pistols                          | Paul Cook, Steve Jones, Glen Matlock, Johnny Rotten, Sid Vicious. | Jann Wenner                                        |
| 2007 | | Grandmaster Flash & the Furious Five | Grandmaster Flash, Cowboy, Kid Creole, Melle Mel, Rahiem Scorpio. | Jay-Z                                              |
| 2007 | von links nach rechts: Mike Mills, Michael Stipe, touring drummer Bill Rieflin (not inducted with the band), und Peter Buck. | R.E.M.                               | Bill Berry, Peter Buck, Mike Mills, Michael Stipe. | Eddie Vedder                                       |
| 2007 | 1966 | The Ronettes                         | Ronnie Spector, Estelle Bennett, Nedra Talley. | Keith Richards                                     |
| 2007 | | Patti Smith                          | | Zack de la Rocha                                   |
| 2007 | | Van Halen                            | Michael Anthony, Sammy Hagar, David Lee Roth, Alex Van Halen, Eddie Van Halen. | Velvet Revolver                                    |
| 2008 | | The Dave Clark Five                  | Dave Clark, Lenny Davidson, Rick Huxley, Denny Payton, Mike Smith. | Tom Hanks                                          |
| 2008 | | Leonard Cohen                        | | Lou Reed                                           |
| 2008 | | Madonna                              | | Justin Timberlake                                  |
| 2008 | | John Mellencamp                      | | Billy Joel                                         |
| 2008 | | The Ventures                         | Bob Bogle, Nokie Edwards, Gerry McGee, Mel Taylor, Don Wilson. | John Fogerty                                       |
| 2009 | | Jeff Beck                            | | Jimmy Page                                         |
| 2009 | | Little Anthony & the Imperials       | Anthony Gourdine, Clarence Collins, Tracy Lord, Glouster „Nat“ Rogers, Sammy Strain and Ernest Wright Jr. | Smokey Robinson                                    |
| 2009 | Left to right: Kirk Hammett, Lars Ulrich, James Hetfield, Robert Trujillo                                                    | Metallica                            | Cliff Burton, Kirk Hammett, James Hetfield, Jason Newsted, Robert Trujillo, Lars Ulrich. | Flea                                               |
| 2009 | | Run-D.M.C.                           | Darryl „D.M.C.“ McDaniels, Jason „Jam-Master Jay“ Mizell, Joseph „DJ Run“ Simmons. | Eminem                                             |
| 2009 | | Bobby Womack                         | | Ron Wood                                           |
| 2010 | | ABBA                                 | Agnetha Fältskog, Benny Andersson, Björn Ulvaeus, Anni-Frid Lyngstad. | Barry Gibb und Robin Gibb                          |
| 2010 | left to right: Daryl Stuermer, Mike Rutherford, Tony Banks, Phil Collins                                                     | Genesis                              | Peter Gabriel, Tony Banks, Phil Collins, Steve Hackett, Mike Rutherford. | Trey Anastasio                                     |
| 2010 | | Jimmy Cliff                          | | Wyclef Jean                                        |
| 2010 | | The Hollies                          | Bernie Calvert, Allan Clarke, Bobby Elliott, Eric Haydock, Tony Hicks, Graham Nash, Terry Sylvester. | Steven Van Zandt                                   |
| 2010 | | The Stooges                          | Iggy Pop, Ron Asheton, Scott Asheton, James Williamson, Dave Alexander. | Billie Joe Armstrong                               |
| 2011 | | Alice Cooper                         | Alice Cooper, Glen Buxton, Michael Bruce, Dennis Dunaway, Neal Smith | Rob Zombie                                         |
| 2011 | | Neil Diamond                         | | Paul Simon                                         |
| 2011 | | Dr. John                             | | John Legend                                        |
| 2011 | | Darlene Love                         | | Bette Midler                                       |
| 2011 | | Tom Waits                            | | Neil Young                                         |
| 2012 | | Guns N’ Roses                        | Axl Rose, Slash, Duff McKagan, Izzy Stradlin, Steven Adler, Matt Sorum, Dizzy Reed. | Green Day                                          |
| 2012 | | Red Hot Chili Peppers                | Anthony Kiedis, Chad Smith, Cliff Martinez, Flea, Hillel Slovak, Jack Irons, John Frusciante und Josh Klinghoffer | Chris Rock                                         |
| 2012 | | Beastie Boys                         | Adam Yauch, Michael Diamond und Adam Horovitz. | Chuck D und LL Cool J                              |
| 2012 | | Donovan                              | | John Mellencamp                                    |
| 2012 | | Laura Nyro                           | | Bette Midler                                       |
| 2012 | | The Small Faces                      | Kenney Jones, Ronnie Lane, Ian McLagan, Steve Marriott, Rod Stewart und Ron Wood | Steven Van Zandt                                   |
| 2013 | | Heart                                | Ann Wilson, Nancy Wilson | Chris Cornell                                      |
| 2013 | | Albert King                          | | John Mayer                                         |
| 2013 | | Randy Newman                         | | Don Henley                                         |
| 2013 | | Public Enemy                         | Chuck D, Flavor Flav, Professor Griff, Terminator X | Spike Lee und Harry Belafonte                      |
| 2013 | | Rush                                 | Alex Lifeson, Geddy Lee, Neil Peart | Dave Grohl und Taylor Hawkins                      |
| 2013 | | Donna Summer                         | | Kelly Rowland                                      |
| 2014 | | Cat Stevens                          | | Art Garfunkel                                      |
| 2014 | | Hall & Oates                         | Daryl Hall, John Oates | Questlove                                          |
| 2014 | | Nirvana                              | Kurt Cobain, Krist Novoselic, Dave Grohl | Michael Stipe                                      |
| 2014 | | Kiss                                 | Peter Criss, Ace Frehley, Paul Stanley, Gene Simmons | Tom Morello                                        |
| 2014 | | Linda Ronstadt                       | | Glenn Frey                                         |
| 2014 | | Peter Gabriel                        | | Chris Martin                                       |
| 2015 | | Lou Reed                             | | Patti Smith                                        |
| 2015 | | Green Day                            | Billie Joe Armstrong, Tré Cool, und Mike Dirnt | Fall Out Boy                                       |
| 2015 | | The Paul Butterfield Blues Band      | | Peter Wolf                                         |
| 2015 | | Joan Jett & the Blackhearts          | Joan Jett, Gary Ryan, Lee Crystal, Ricky Byrd und Kenny Laguna | Miley Cyrus                                        |
| 2015 | | Stevie Ray Vaughan & Double Trouble  | | John Mayer                                         |
| 2015 | | Bill Withers                         | | Stevie Wonder                                      |
| 2016 | | Cheap Trick                          | | Kid Rock                                           |
| 2016 | | Chicago                              | | Rob Thomas                                         |
| 2016 | | Deep Purple                          | Roger Glover, Rod Evans, Ritchie Blackmore, Jon Lord, Ian Paice, Ian Gillan, Glenn Hughes, David Coverdale | Lars Ulrich                                        |
| 2016 | | Steve Miller                         | | The Black Keys                                     |
| 2016 | | N. W. A.                             | Eazy-E, Dr. Dre, Ice Cube, MC Ren, DJ Yella | Kendrick Lamar                                     |
| 2017 | | Joan Baez                            | | Jackson Browne                                     |
| 2017 | | Electric Light Orchestra             | Bev Bevan, Jeff Lynne, Richard Tandy, Roy Wood | Dhani Harrison                                     |
| 2017 | | Journey                              | Jonathan Cain, Aynsley Dunbar, Steve Perry, Gregg Rolie, Neal Schon, Steve Smith, Ross Valory | Pat Monaghan                                       |
| 2017 | | Pearl Jam                            | Jeff Ament, Matt Cameron, Stone Gossard, Dave Krusen, Mike McCready, Eddie Vedder | David Letterman                                    |
| 2017 | | Tupac Shakur                         | | Snoop Dogg                                         |
| 2017 | | Yes                                  | Jon Anderson, Bill Bruford, Steve Howe, Trevor Rabin, Chris Squire, Rick Wakeman, Alan White, Tony Kaye | Geddy Lee und Alex Lifeson                         |
| 2018 | | Bon Jovi                             | David Bryan, Jon Bon Jovi, Hugh McDonald, Richie Sambora, Alec John Such, Tico Torres | Howard Stern                                       |
| 2018 | | The Cars                             | Elliot Easton, Greg Hawkes, Ric Ocasek, Benjamin Orr, David Robinson | Brandon Flowers                                    |
| 2018 | | Dire Straits                         | Alan Clark, Guy Fletcher, John Illsley, David Knopfler, Mark Knopfler, Pick Withers | John Illsley                                       |
| 2018 | | The Moody Blues                      | Graeme Edge, Justin Hayward, John Lodge, Mike Pinder, Ray Thomas | Ann Wilson                                         |
| 2018 | | Nina Simone                          | | Mary J. Blige                                      |
| 2019 | | The Cure                             | Perry Bamonte, Jason Cooper, Michael Dempsey, Reeves Gabrels, Simon Gallup, Roger O’Donnell, Robert Smith, Porl Thompson, Lol Tolhurst, Boris Williams                                                                                               | Trent Reznor                                       |
| 2019 | | Def Leppard                          | Rick Allen, Vivian Campbell, Phil Collen, Steve Clark, Joe Elliott, Rick Savage, Pete Willis | Brian May                                          |
| 2019 | | Janet Jackson                        | | Janelle Monáe                                      |
| 2019 | | Stevie Nicks                         | | Harry Styles                                       |
| 2019 | | Radiohead                            | Colin Greenwood, Jonny Greenwood, Ed O’Brien, Philip Selway, Thom Yorke | David Byrne                                        |
| 2019 | | Roxy Music                           | Brian Eno, Bryan Ferry, Eddie Jobson, Andy Mackay, Phil Manzanera, Graham Simpson, Paul Thompson | Simon Le Bon und John Taylor                       |
| 2019 | | The Zombies                          | Rod Argent, Paul Atkinson, Colin Blunstone, Hugh Grundy, Chris White | Susanna Hoffs                                      |
| 2020 | | Depeche Mode                         | Vince Clarke, Andy Fletcher, Dave Gahan, Martin Gore, Alan Wilder | Charlize Theron                                    |
| 2020 | | The Doobie Brothers                  | Tom Johnston, Patrick Simmons, John McFee, John Hartman, Michael Hossack, Tiran Porter, Keith Knudsen, Jeff Baxter, Michael McDonald | Luke Bryan                                         |
| 2020 | | Whitney Houston                      | | Alicia Keys                                        |
| 2020 | | Nine Inch Nails                      | Trent Reznor, Atticus Ross, Robin Finck, Chris Vrenna, Danny Lohner, Ilan Rubin, Alessandro Cortini | Iggy Pop                                           |
| 2020 | | The Notorious B.I.G.                 | | Sean Combs                                         |
| 2020 | | T. Rex                               | Marc Bolan, Steve Currie, Mickey Finn, Bill Legend | Ringo Starr                                        |
| 2021 | | Foo Fighters                         | Dave Grohl, Taylor Hawkins, Rami Jaffee, Nate Mendel, Chris Shiflett, Pat Smear | Paul McCartney                                     |
| 2021 | | Go-Go’s                              | Charlotte Caffey, Belinda Carlisle, Gina Schock, Kathy Valentine, Jane Wiedlin | Drew Barrymore                                     |
| 2021 | | Jay-Z                                | | Dave Chappelle                                     |
| 2021 | | Carole King                          | | Taylor Swift                                       |
| 2021 | | Todd Rundgren                        | | Patti Smith                                        |
| 2021 | | Tina Turner                          | | Angela Bassett                                     |
| 2022 | | Pat Benatar                          | Pat Benatar und Neil Giraldo | Sheryl Crow                                        |
| 2022 | | Duran Duran                          | Warren Cuccurullo, Simon Le Bon, Nick Rhodes, Andy Taylor, John Taylor und Roger Taylor | Robert Downey Jr.                                  |
| 2022 | | Eminem                               | | Dr. Dre                                            |
| 2022 | | Eurythmics                           | Annie Lennox und Dave Stewart | The Edge                                           |
| 2022 | | Dolly Parton                         | | P!nk                                               |
| 2022 | | Lionel Richie                        | | Lenny Kravitz                                      |
| 2022 | | Carly Simon                          | | Sara Bareilles                                     |
| 2023 | | Kate Bush                            | | Big Boi                                            |
| 2023 | | Sheryl Crow                          | | Laura Dern                                         |
| 2023 | | Missy Elliott                        | | Queen Latifah                                      |
| 2023 | | George Michael                       | | Andrew Ridgeley                                    |
| 2023 | | Willie Nelson                        | | Dave Matthews                                      |
| 2023 | | Rage Against the Machine             | Tim Commerford, Zack de la Rocha, Tom Morello und Brad Wilk | Ice-T                                              |
| 2023 | | The Spinners                         | John Edwards, Henry Fambrough, Billy Henderson, Pervis Jackson, Bobby Smith und Philippé Wynne | keine                                              |
| 2024 | | Mary J. Blige                        | | Dr. Dre und Method Man                             |
| 2024 | | Cher                                 | | Zendaya                                            |
| 2024 | | Dave Matthews Band                   | Carter Beauford, Jeff Coffin, Stefan Lessard, Dave Matthews, LeRoi Moore, Tim Reynolds, Rashawn Ross und Boyd Tinsley | Julia Roberts                                      |
| 2024 | | Foreigner                            | Dennis Elliott, Ed Gagliardi, Lou Gramm, Al Greenwood, Mick Jones, Ian McDonald und Rick Wills | Sammy Hagar                                        |
| 2024 | | Peter Frampton                       | | Roger Daltrey                                      |
| 2024 | | Kool & the Gang                      | Robert „Kool“ Bell, Ronald Bell, George Brown, Robert „Spike“ Mickens, Claydes Charles Smith, James „JT“ Taylor, Dennis „Dee Tee“ Thomas und Ricky Westfield                                                                                         | Chuck D                                            |
| 2024 | | Ozzy Osbourne                        | | Jack Black                                         |
| 2024 | | A Tribe Called Quest                 | Ali Shaheed Muhammad, Phife Dawg, Q-Tip und Jarobi White | Dave Chappelle                                     |
| 2025 | | Bad Company                          | Boz Burrell, Simon Kirke, Mick Ralphs und Paul Rodgers |                                                    |
| 2025 | Chubby Checker |                                      | |                                                    |
| 2025 | Joe Cocker |                                      | |                                                    |
| 2025 | Cyndi Lauper |                                      | |                                                    |
| 2025 | | OutKast                              | André 3000 und Big Boi |                                                    |
| 2025 | | Soundgarden                          | Matt Cameron, Chris Cornell, Ben Shepherd, Kim Thayil und Hiro Yamamoto |                                                    |
| 2025 | | The White Stripes                    | Jack White und Meg White |                                                    |

### Frühe Einflüsse

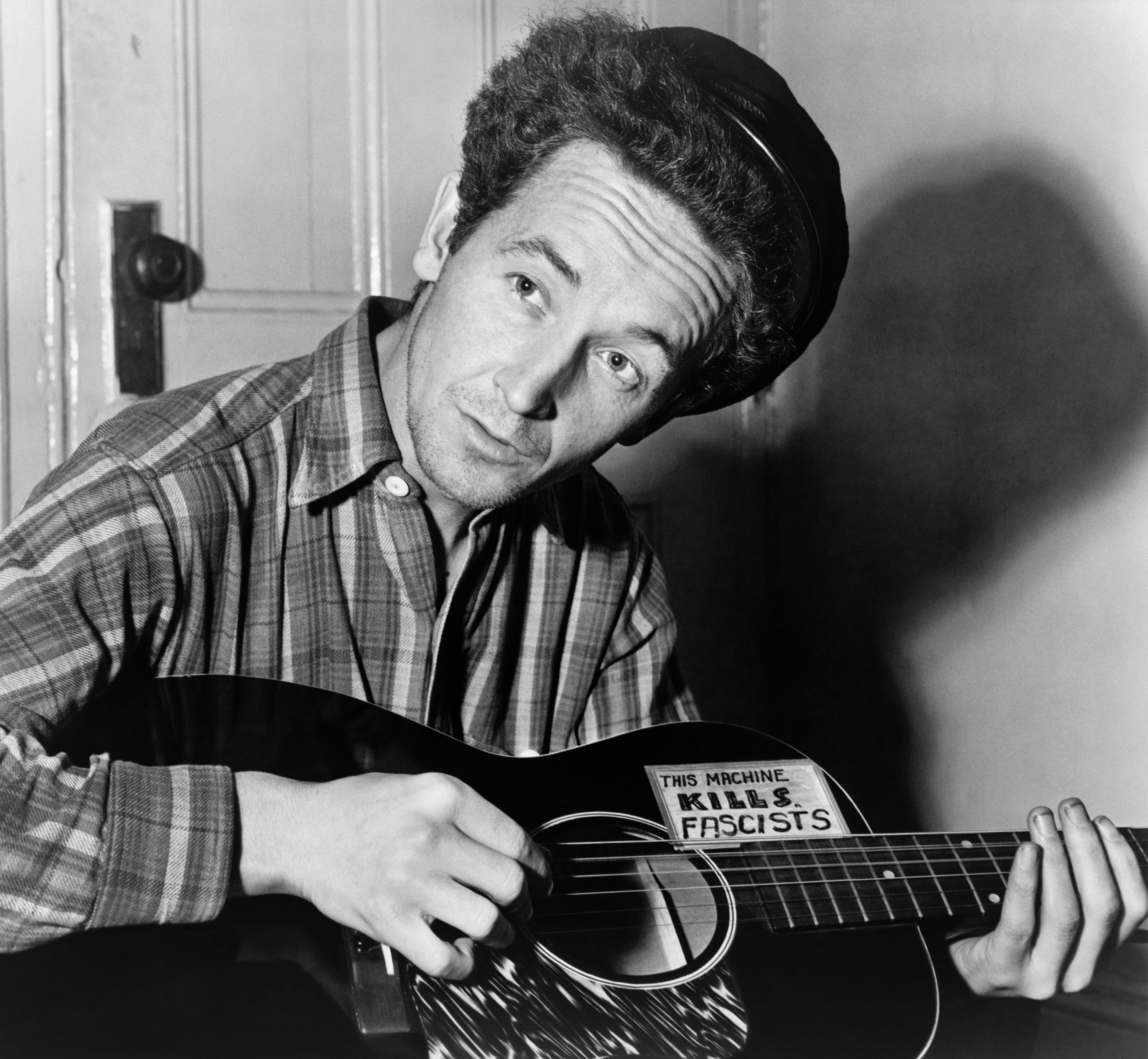
Woody Guthrie, aufgenommen 1988

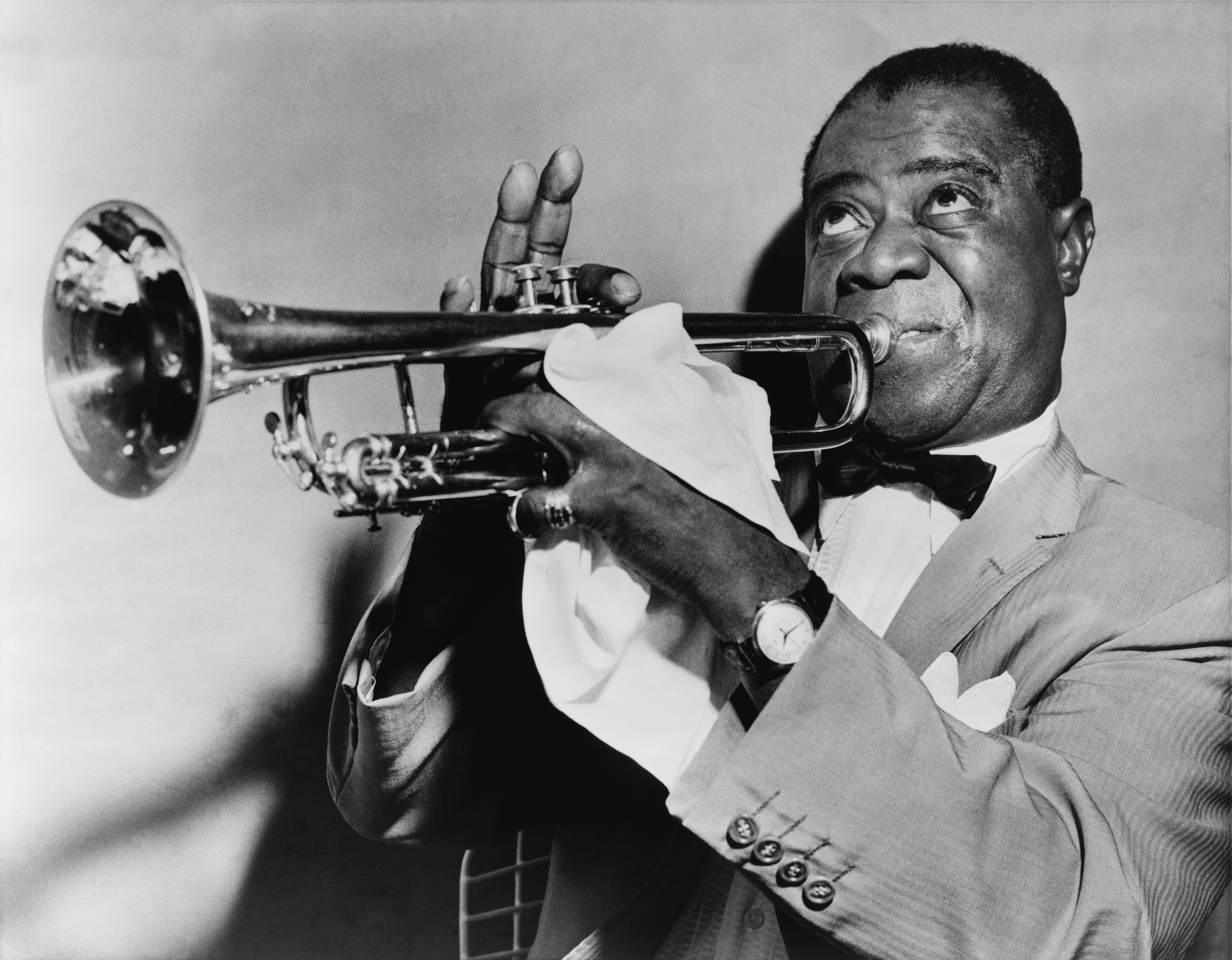
Louis Armstrong, aufgenommen 1990

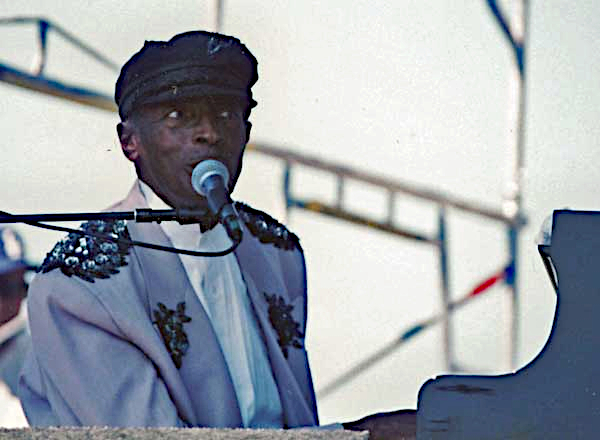
Charles Brown, aufgenommen 1999

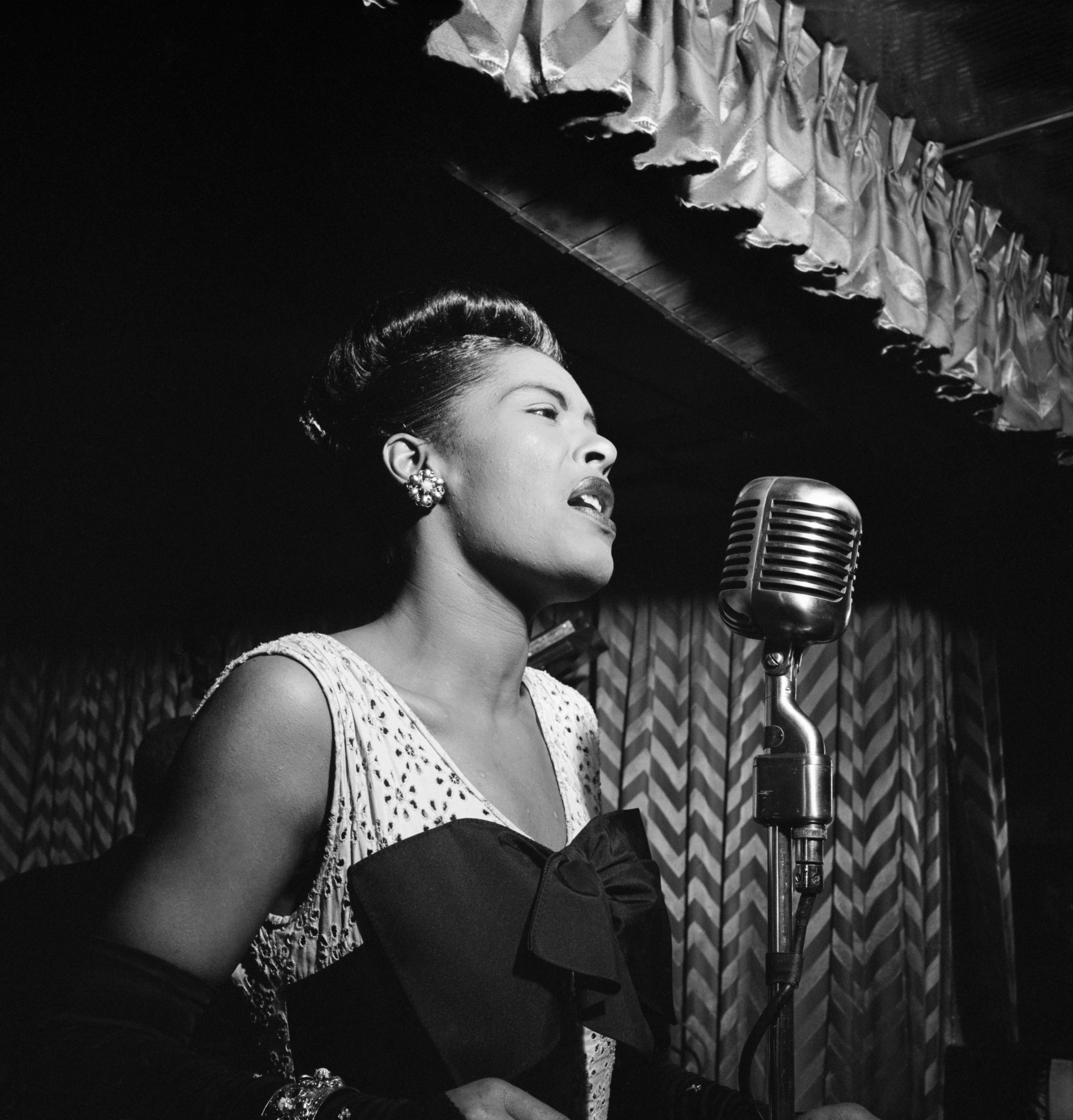
Billie Holiday, aufgenommen 2000

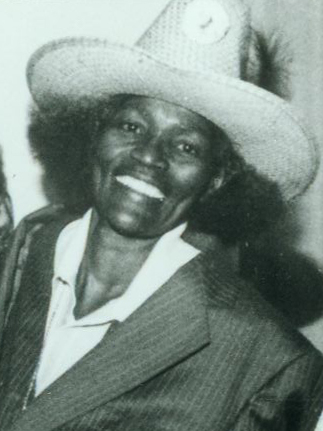
Big Mama Thornton, aufgenommen 2024

Künstler, die in die Kategorie Frühe Einflüsse aufgenommen werden, sind jene, deren Musik vor der Zeit des Rock ’n’ Roll einen großen Einfluss auf die Entwicklung des Rock ’n’ Roll hatten und als Inspiration der führenden Rockmusiker angesehen werden. („whose music predated rock and roll but had an impact on the evolution of rock and roll and inspired rock's leading artists“) Anders als in der Künstlerkategorie werden die Mitglieder durch ein eigenes Komitee ausgewählt, der Prozess ist nur teilweise transparent.
| Jahr | Name |
| ---- | --- |
| 1986 | Jimmie Rodgers |
| 1986 | Jimmy Yancey |
| 1986 | Robert Johnson |
| 1987 | Louis Jordan |
| 1987 | T-Bone Walker |
| 1987 | Hank Williams |
| 1988 | Woody Guthrie |
| 1988 | Leadbelly |
| 1988 | Les Paul |
| 1989 | The Ink Spots (Mitglieder: Bill Kenny, Charlie Fuqua, Deek Watson, Orville „Hoppy“ Jones.)                                                                        |
| 1989 | Bessie Smith |
| 1989 | The Soul Stirrers (Mitglieder: Roy Crain Sr., R.H. Harris, Jesse Farley, T.L. Bruster, James Medlock, Paul Foster, Johnnie Taylor, Bob King.)                     |
| 1990 | Louis Armstrong |
| 1990 | Charlie Christian |
| 1990 | Ma Rainey |
| 1991 | Howlin’ Wolf |
| 1992 | Elmore James |
| 1992 | Professor Longhair |
| 1993 | Dinah Washington |
| 1994 | Willie Dixon |
| 1995 | The Orioles (Mitglieder: Sonny Til, Tommy Gaither, George Nelson, Johnny Reed, Alexander Sharp.)                                                                  |
| 1996 | Pete Seeger |
| 1997 | Mahalia Jackson |
| 1997 | Bill Monroe |
| 1998 | Jelly Roll Morton |
| 1999 | Bob Wills & His Texas Playboys (Mitglieder: Bob Wills, Tommy Duncan, Johnny Gimble, Joe „Jody“ Holley, Tiny Moore, Herb Remington, Eldon Shamblin, Al Stricklin.) |
| 1999 | Charles Brown |
| 2000 | Nat King Cole |
| 2000 | Billie Holiday |
| 2009 | Wanda Jackson |
| 2012 | Freddie King |
| 2015 | The “5” Royales |
| 2018 | Sister Rosetta Tharpe |
| 2021 | Kraftwerk (Mitglieder: Karl Bartos, Wolfgang Flür, Ralf Hütter, Florian Schneider)                                                                                |
| 2021 | Charley Patton |
| 2021 | Gil Scott-Heron |
| 2022 | Harry Belafonte |
| 2022 | Elizabeth Cotten |
| 2023 | DJ Kool Herc |
| 2023 | Link Wray |
| 2024 | Alexis Korner |
| 2024 | John Mayall |
| 2024 | Big Mama Thornton |
| 2025 | Salt-N-Pepa (Mitglieder: Cheryl „Salt“ James, Sandra „Pepa“ Denton und DJ Spinderella)                                                                            |
| 2025 | Warren Zevon |

### Lebenswerk

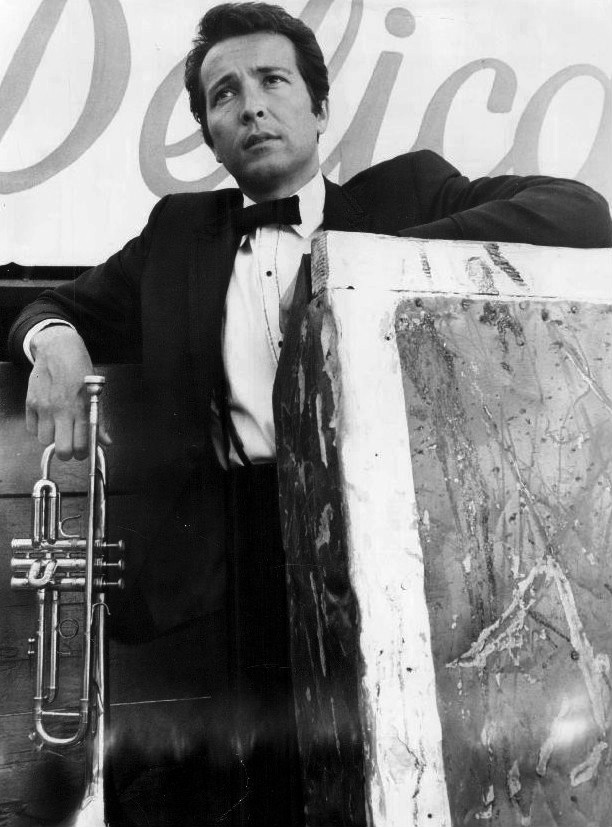
Herb Alpert, aufgenommen 1966

Die folgenden Personen wurden für ihr Lebenswerk im Rahmen ihrer Arbeit als Nicht-Künstler geehrt („Lifetime Achievement in the Non-Performer Category“).
| Jahr | Name                       |
| ---- | -------------------------- |
| 1986 | John Hammond               |
| 1991 | Nesuhi Ertegün             |
| 2004 | Jann Wenner                |
| 2005 | Frank Barsalona            |
| 2005 | Seymour Stein              |
| 2006 | Herb Alpert und Jerry Moss |

### Nicht-Künstler (Ahmet Ertegün Award)

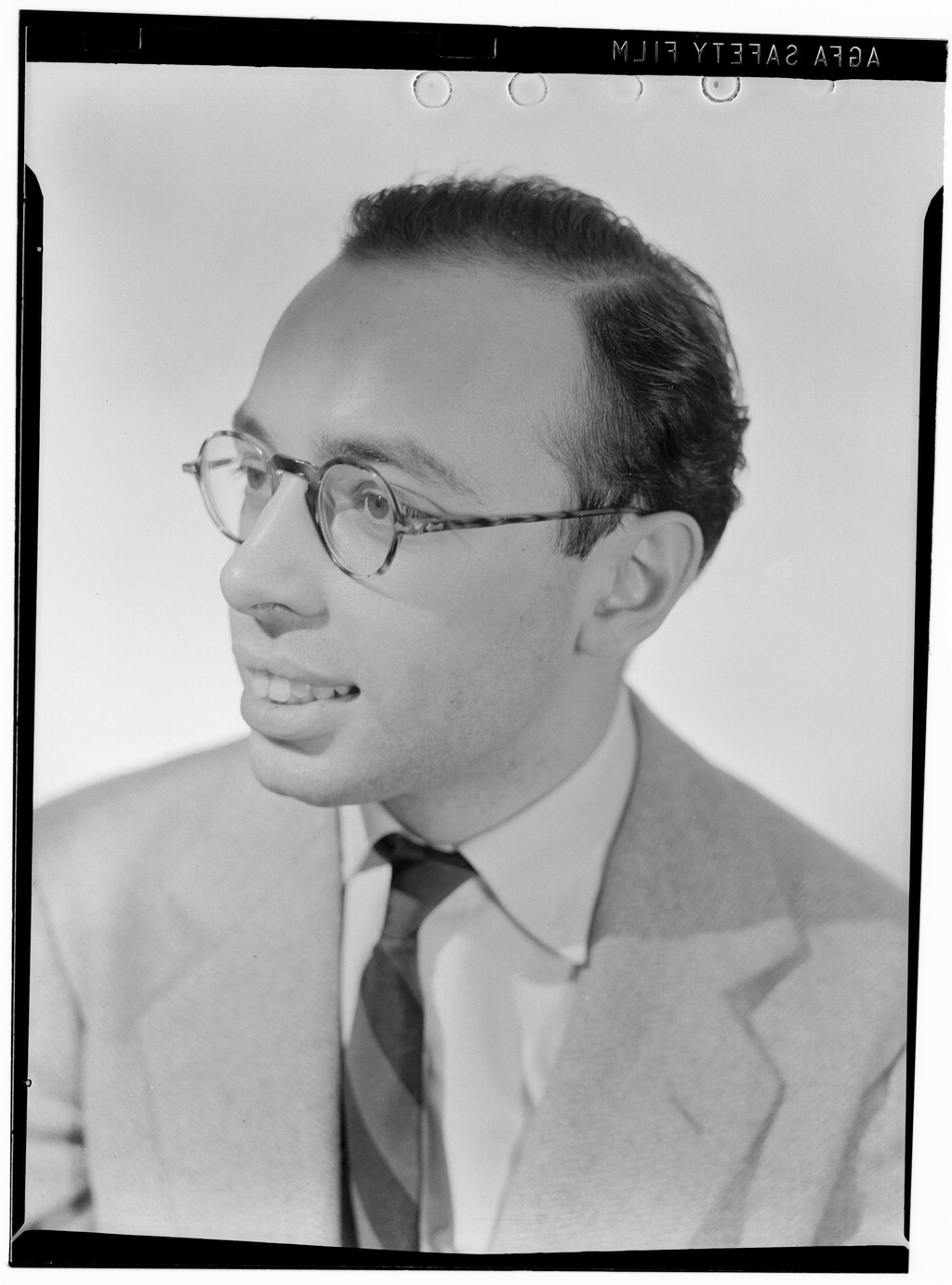
Ahmet Ertegün, aufgenommen 1987 und seit 2008 Namensgeber des Ahmet Ertegün Awards

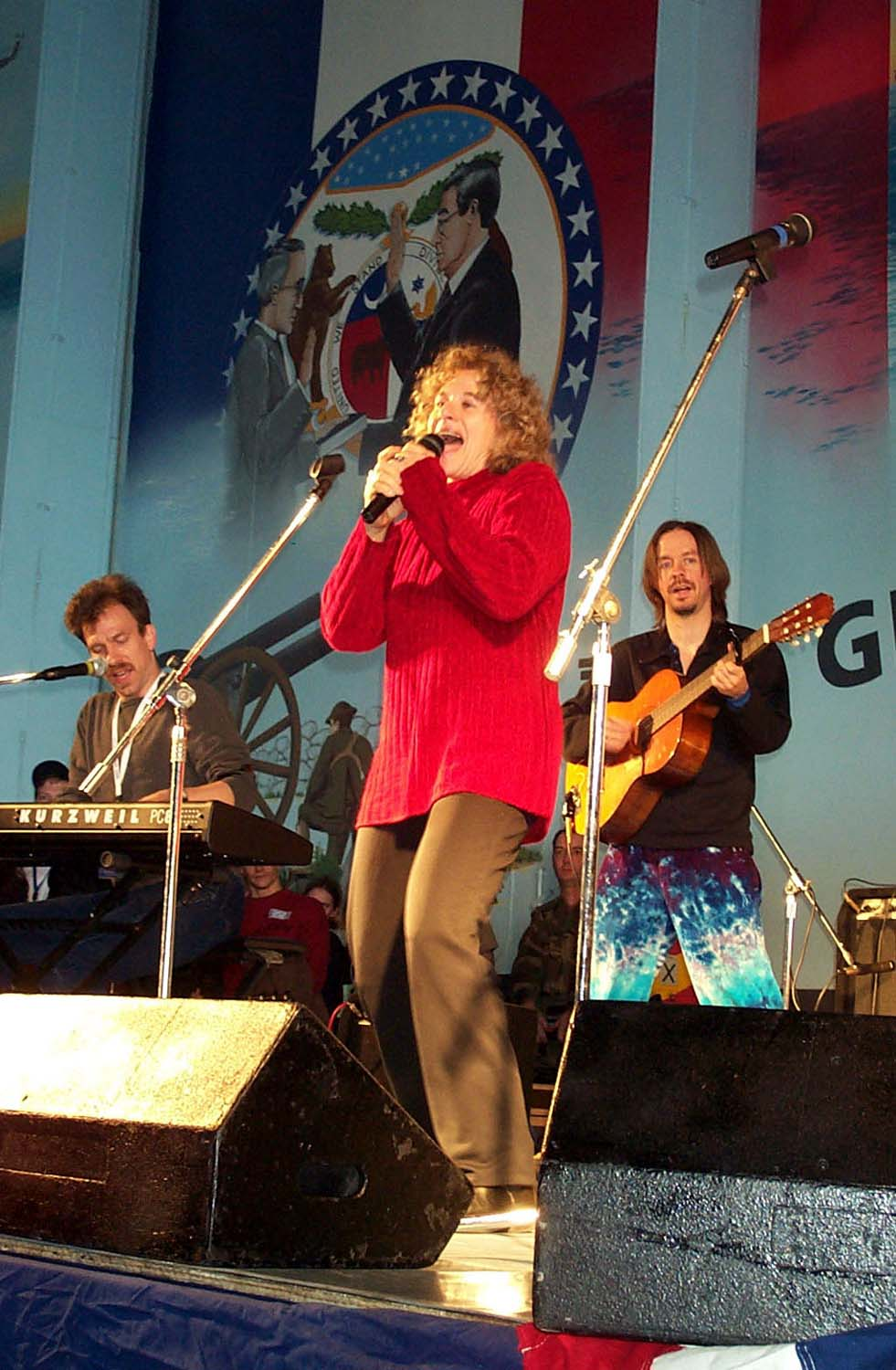
Carole King, aufgenommen 1990

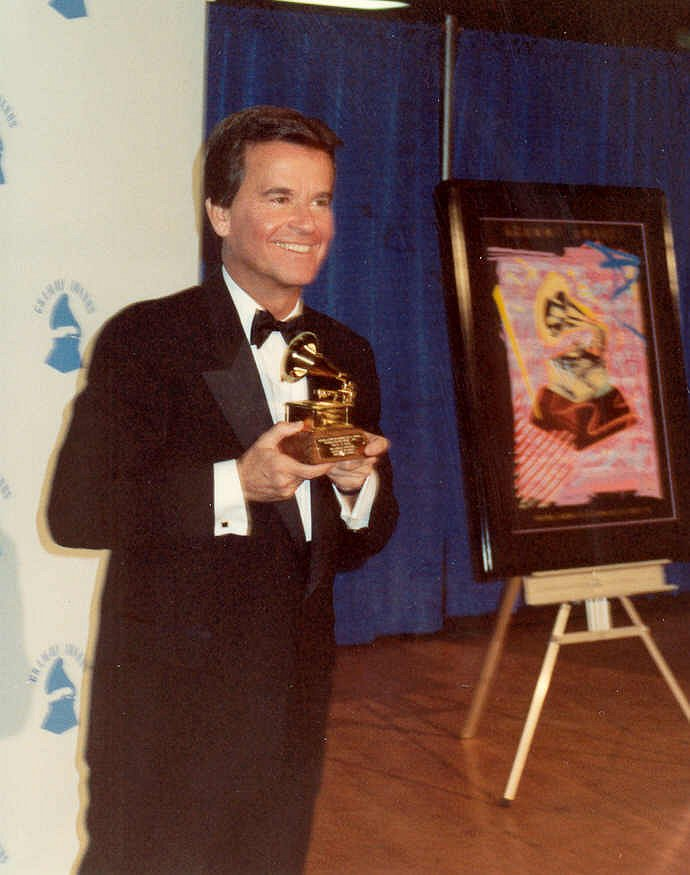
Dick Clark, aufgenommen 1993

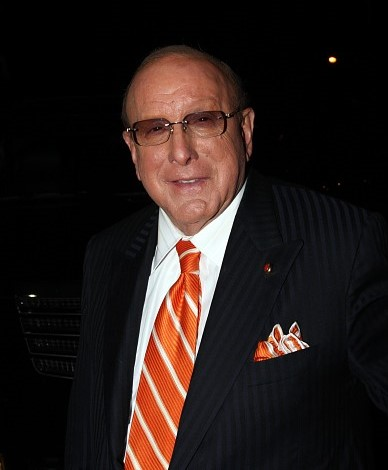
Clive Davis, aufgenommen 2000

In der Nicht-Künstler-Kategorie werden Songwriter, Disk-Jockeys, Leiter von Plattenfirmen, Journalisten und andere Personen der Musikindustrie geehrt, die einen wesentlichen Einfluss auf die Entwicklung des Rock ’n’ Roll haben („songwriters, producers, disc jockeys, record executives, journalists and other industry professionals who have had a major influence on the development of rock and roll“). Einige der Mitglieder dieser Kategorie sind jedoch auch als Künstler bekannt. Ausgewählt werden die Mitglieder durch dasselbe Komitee, das auch die frühen Einflüsse auswählt, der Auswahlprozess ist dabei nur teilweise transparent. Im Jahr 2008 wurde diese Kategorie nach dem Gründer des Plattenlabels Atlantic Records Ahmet Ertegün umbenannt in den „Ahmet Ertegün Award“.
| Jahr | Name                           |
| ---- | ------------------------------ |
| 1986 | Alan Freed                     |
| 1986 | Sam Phillips                   |
| 1987 | Leonard Chess                  |
| 1987 | Ahmet Ertegün                  |
| 1987 | Jerry Leiber und Mike Stoller  |
| 1987 | Jerry Wexler                   |
| 1988 | Berry Gordy, Jr.               |
| 1989 | Phil Spector                   |
| 1990 | Gerry Goffin und Carole King   |
| 1990 | Holland–Dozier–Holland         |
| 1991 | Dave Bartholomew               |
| 1991 | Ralph Bass                     |
| 1992 | Leo Fender                     |
| 1992 | Bill Graham                    |
| 1992 | Doc Pomus                      |
| 1993 | Dick Clark                     |
| 1993 | Milt Gabler                    |
| 1994 | Johnny Otis                    |
| 1995 | Paul Ackerman                  |
| 1996 | Tom Donahue                    |
| 1997 | Syd Nathan                     |
| 1998 | Allen Toussaint                |
| 1999 | George Martin                  |
| 2000 | Clive Davis                    |
| 2001 | Chris Blackwell                |
| 2002 | Jim Stewart                    |
| 2003 | Mo Ostin                       |
| 2008 | Kenny Gamble und Leon Huff     |
| 2010 | David Geffen                   |
| 2010 | Otis Blackwell                 |
| 2010 | Jeff Barry und Ellie Greenwich |
| 2010 | Mort Shuman                    |
| 2010 | Jesse Stone                    |
| 2010 | Barry Mann und Cynthia Weil    |
| 2011 | Jac Holzman                    |
| 2011 | Art Rupe                       |
| 2012 | Don Kirshner                   |
| 2012 | Andrew Loog Oldham             |
| 2012 | Brian Epstein                  |
| 2016 | Bert Berns                     |
| 2020 | Irving Azoff                   |
| 2020 | Jon Landau                     |
| 2021 | Clarence Avant                 |
| 2022 | Allen Grubman                  |
| 2022 | Jimmy Iovine                   |
| 2022 | Sylvia Robinson                |
| 2023 | Don Cornelius                  |
| 2024 | Suzanne de Passe               |
| 2025 | Lenny Waronker                 |

### Award for Musical Excellence
Von 2000 bis 2011 wurden Musiker zudem in die Kategorie Sidemen aufgenommen, die ihre Karriere außerhalb der Spotlights als Background-Musiker für bedeutende Künstler bei Aufnahmen und Konzerten verbracht haben („honors those musicians who have spent their careers out of the spotlight, performing as backup musicians for major artists on recording sessions and in concert“). Diese Personen werden von einem eigenen Komitee, zusammengesetzt vor allem aus Musikproduzenten, ausgewählt. Seit 2011 werden Musiker und nun auch Produzenten in die umfassendere Kategorie Musical Excellence aufgenommen („honors those musicians, producers and others who have spent their careers out of the spotlight working with major artists on various parts of their recording and live careers“). Ein spezielles Instrument wird seitdem nicht mehr angegeben.

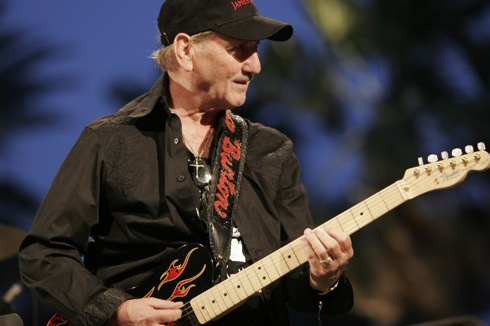
James Burton, aufgenommen 2009

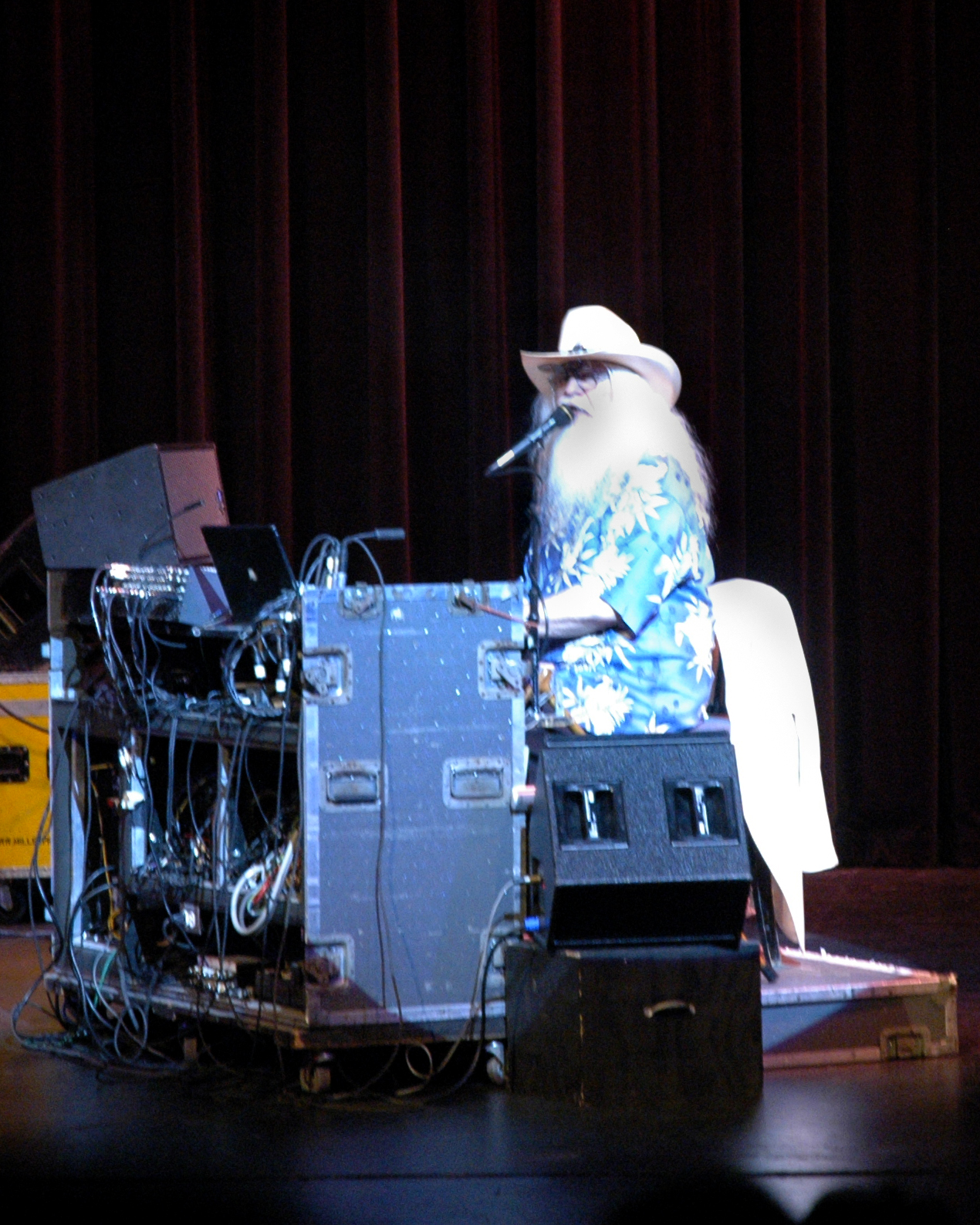
Leon Russell, aufgenommen 2011

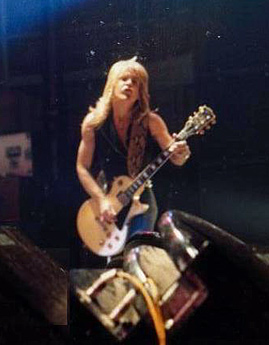
Randy Rhoads, aufgenommen 2021

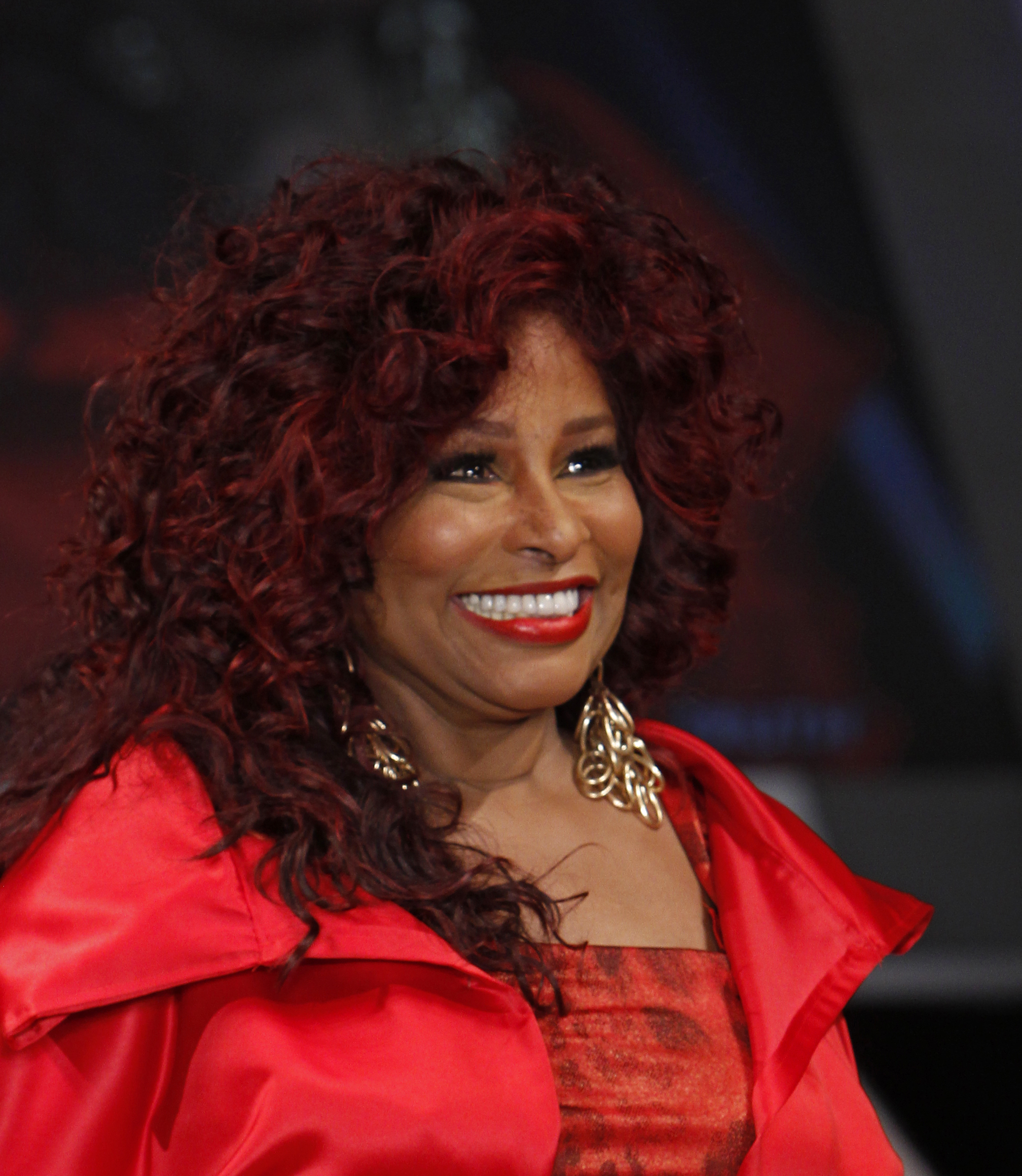
Chaka Khan, aufgenommen 2023

| Jahr | Name | Instrument    |
| ---- | --- | ------------- |
| 2000 | Hal Blaine | Schlagzeug    |
| 2000 | King Curtis | Saxophon      |
| 2000 | James Jamerson | Bassgitarre   |
| 2000 | Scotty Moore | Gitarre       |
| 2000 | Earl Palmer | Schlagzeug    |
| 2001 | James Burton | Gitarre       |
| 2001 | Johnnie Johnson | Piano         |
| 2002 | Chet Atkins | Gitarre       |
| 2003 | Benny Benjamin | Schlagzeug    |
| 2003 | Floyd Cramer | Piano         |
| 2003 | Steve Douglas | Saxophon      |
| 2008 | Little Walter | Mundharmonika |
| 2009 | Bill Black | Bassgitarre   |
| 2009 | D. J. Fontana | Schlagzeug    |
| 2009 | Spooner Oldham | Keyboard      |
| 2011 | Leon Russell | N/A           |
| 2012 | Cosimo Matassa | N/A           |
| 2012 | Tom Dowd | N/A           |
| 2012 | Glyn Johns | N/A           |
| 2014 | E Street Band (Roy Bittan, Clarence Clemons, Danny Federici, Nils Lofgren, Vini Lopez, David Sancious, Patti Scialfa, Steven Van Zandt und Max Weinberg) | N/A           |
| 2015 | Ringo Starr | N/A           |
| 2017 | Nile Rodgers | N/A           |
| 2021 | LL Cool J | N/A           |
| 2021 | Billy Preston | N/A           |
| 2021 | Randy Rhoads | N/A           |
| 2022 | Jimmy Jam und Terry Lewis | N/A           |
| 2022 | Judas Priest | N/A           |
| 2023 | Chaka Khan | N/A           |
| 2023 | Al Kooper | N/A           |
| 2023 | Bernie Taupin | N/A           |
| 2024 | Jimmy Buffett | N/A           |
| 2024 | MC5 | N/A           |
| 2024 | Dionne Warwick | N/A           |
| 2024 | Norman Whitfield | N/A           |
| 2025 | Thom Bell | N/A           |
| 2025 | Nicky Hopkins | N/A           |
| 2025 | Carol Kaye | N/A           |

### Singles

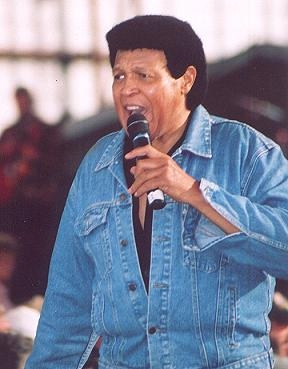
Chubby Checker, dessen Lied The Twist 2018 aufgenommen wurde

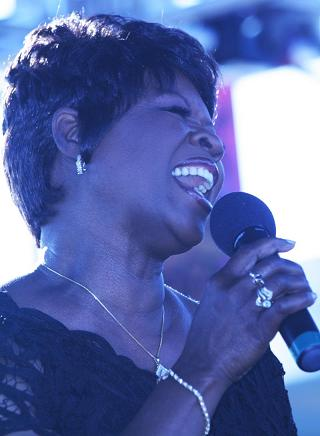
Irma Thomas, deren Lied „Time Is on My Side“ 2020 aufgenommen wurde

Bei der Zeremonie 2018 stellte Steven Van Zandt eine neue Kategorie für Singles vor. Er nannte diese Kategorie „eine Anerkennung der Exzellenz der Singles, die den Rock ’n’ Roll geprägt haben, eine Art Rock-’n’-Roll-Jukebox, Lieder von Künstlern, die nicht in der Rock Hall sind – was nicht heißt, dass sie nie in der Rock Hall sein werden. Sie sind nur aktuell nicht in der Rock Hall.“ Dennoch wurde 2019 das Lied Twist and Shout von The Isley Brothers aufgenommen, die bereits seit 1992 als Interpreten Mitglieder der Rock and Roll Hall of Fame sind.
| Jahr | Künstler                           | Lied (Jahr)                       | Label             |
| ---- | ---------------------------------- | --------------------------------- | ----------------- |
| 2018 | Jackie Brenston and his Delta Cats | Rocket “88” (1951)                | Chess Records     |
| 2018 | Link Wray & His Ray Men            | Rumble (1958)                     | Cadence Records   |
| 2018 | Chubby Checker                     | The Twist (1960)                  | Parkway Records   |
| 2018 | The Kingsmen                       | Louie Louie (1963)                | Jerden Records    |
| 2018 | Procol Harum                       | A Whiter Shade of Pale (1967)     | Deram Records     |
| 2018 | Steppenwolf                        | Born to Be Wild (1968)            | Dunhill Records   |
| 2019 | The Chantels                       | Maybe (1957)                      | End Records       |
| 2019 | The Champs                         | Tequila (1958)                    | Challenge Records |
| 2019 | Barrett Strong                     | Money (That's What I Want) (1959) | Tamla Records     |
| 2019 | The Isley Brothers                 | Twist and Shout (1962)            | Wand Records      |
| 2019 | The Shangri-Las                    | Leader of the Pack (1964)         | Red Bird Records  |
| 2019 | Shadows of Knight                  | Gloria (1965)                     | Dunwich Records   |
| 2020 | Irma Thomas                        | Time Is on My Side (1964)         | Imperial Records  |
| 2020 | Junior Walker & the All-Stars      | Shotgun (1965)                    | Motown Records    |
| 2020 | Sam the Sham & the Pharaohs        | Wooly Bully (1965)                | MGM Records       |
| 2020 | The Troggs                         | Wild Thing (1966)                 | Fontana Records   |
| 2020 | The Box Tops                       | The Letter (1967)                 | Mala Records      |

## Mehrfache Mitgliedschaften
Bis 2024 wurden 26 Künstler und Künstlerinnen mehrfach (als Mitglieder verschiedener Bands und als Solo-Künstler) in die Hall of Fame aufgenommen. Der einzige Künstler, der dreifach aufgenommen wurde, ist Eric Clapton mit den Bands The Yardbirds, Cream und seiner Solo-Karriere. Clyde McPhatter war der erste Künstler, der ein zweites Mal aufgenommen wurde, und gemeinsam mit Neil Young war er der einzige, der erst für seine Solo-Karriere und anschließend gemeinsam mit einer Band aufgenommen wurde. Stephen Stills ist der einzige Künstler, der zwei Mal im gleichen Jahr aufgenommen wurde. Die 1997 aufgenommene Band Crosby, Stills and Nash ist die einzige Band, deren Mitglieder vollständig auch mit jeweils einer zweiten Band aufgenommen wurden: David Crosby mit The Byrds 1991, Stephen Stills mit Buffalo Springfield 1997 und Graham Nash mit The Hollies 2010. Im Fall von The Beatles (Aufnahme 1988) wurden bis 2015 alle Einzelmitglieder zusätzlich als Solokünstler in die Hall of Fame aufgenommen. Carole King ist die einzige Künstlerin, die sowohl als Songschreiberin mit dem Ahmet Ertegün Award, zusammen mit Gerry Goffin, sowohl zusätzlich als Interpretin ausgezeichnet wurde.
|  | Name            | Erste Aufnahme                                     | Jahr | Zweite Aufnahme                | Jahr | Dritte Aufnahme | Jahr |
|  | --------------- | -------------------------------------------------- | ---- | ------------------------------ | ---- | --------------- | ---- |
|  | Jeff Beck       | The Yardbirds                                      | 1992 | Solo-Karriere                  | 2009 |                 |      |
|  | Matt Cameron    | Pearl Jam                                          | 2017 | Soundgarden                    | 2025 |                 |      |
|  | Johnny Carter   | The Flamingos                                      | 2001 | The Dells                      | 2004 |                 |      |
|  | Eric Clapton    | The Yardbirds                                      | 1992 | Cream                          | 1993 | Solo-Karriere   | 2000 |
|  | David Crosby    | The Byrds                                          | 1991 | Crosby, Stills & Nash          | 1997 |                 |      |
|  | Peter Gabriel   | Genesis                                            | 2010 | Solo-Karriere                  | 2014 |                 |      |
|  | Dave Grohl      | Nirvana                                            | 2014 | Foo Fighters                   | 2021 |                 |      |
|  | George Harrison | The Beatles                                        | 1988 | Solo-Karriere                  | 2004 |                 |      |
|  | Michael Jackson | The Jackson Five                                   | 1997 | Solo-Karriere                  | 2001 |                 |      |
|  | Carole King     | Gerry Goffin und Carole King (Ahmet Ertegün Award) | 1990 | Solo-Karriere                  | 2021 |                 |      |
|  | John Lennon     | The Beatles                                        | 1988 | Solo-Karriere                  | 1994 |                 |      |
|  | Curtis Mayfield | The Impressions                                    | 1991 | Solo-Karriere                  | 1999 |                 |      |
|  | Paul McCartney  | The Beatles                                        | 1988 | Solo-Karriere                  | 1999 |                 |      |
|  | Clyde McPhatter | Solo-Karriere                                      | 1987 | The Drifters                   | 1988 |                 |      |
|  | Graham Nash     | Crosby, Stills & Nash                              | 1997 | The Hollies                    | 2010 |                 |      |
|  | Stevie Nicks    | Fleetwood Mac                                      | 1989 | Solo-Karriere                  | 2019 |                 |      |
|  | Ozzy Osbourne   | Black Sabbath                                      | 2006 | Solo-Karriere                  | 2024 |                 |      |
|  | Jimmy Page      | The Yardbirds                                      | 1992 | Led Zeppelin                   | 1995 |                 |      |
|  | Lou Reed        | The Velvet Underground                             | 1996 | Solo-Karriere                  | 2015 |                 |      |
|  | Gregg Rolie     | Santana                                            | 1998 | Journey                        | 2017 |                 |      |
|  | Paul Simon      | Simon and Garfunkel                                | 1990 | Solo-Karriere                  | 2001 |                 |      |
|  | Ringo Starr     | The Beatles                                        | 1988 | Award for Musical Excellence   | 2015 |                 |      |
|  | Stephen Stills  | Buffalo Springfield                                | 1997 | Crosby, Stills & Nash          | 1997 |                 |      |
|  | Sammy Strain    | The O’Jays                                         | 2005 | Little Anthony & the Imperials | 2009 |                 |      |
|  | Tina Turner     | Ike & Tina Turner                                  | 1991 | Solo-Karriere                  | 2021 |                 |      |
|  | Ronnie Wood     | The Rolling Stones                                 | 1989 | Faces                          | 2012 |                 |      |
|  | Neil Young      | Solo-Karriere                                      | 1995 | Buffalo Springfield            | 1997 |                 |      |

Der 1994 aufgenommene Rod Stewart war zudem Mitglied der Nachfolgeband der Small Faces, die von 1970 bis 1975 als Faces spielten und sich 1975 auflösten.

## Nominierungen
Die folgenden Künstlerinnen und Künstler wurden mindestens einmal für die Rock and Roll Hall of Fame nominiert, aber bisher nicht als Mitglieder aufgenommen.
| Bild | Name                                 | Jahr(e) mit Nominierung                                          | Referenzen                                                                              |
| ---- | ------------------------------------ | ---------------------------------------------------------------- | --------------------------------------------------------------------------------------- |
|      | Johnny Ace                           | 1986, 1987                                                       | [ 137 ] [ 138 ]                                                                         |
|      | Bad Brains                           | 2017                                                             | [ 139 ]                                                                                 |
|      | Afrika Bambaataa                     | 2008                                                             | [ 140 ]                                                                                 |
|      | Beck                                 | 2022                                                             | [ 141 ]                                                                                 |
|      | The Black Crowes                     | 2025                                                             | [ 142 ]                                                                                 |
|      | Mariah Carey                         | 2024, 2025                                                       | [ 143 ] [ 142 ]                                                                         |
|      | The Chantels                         | 2002, 2010                                                       | [ 144 ] [ 145 ]                                                                         |
|      | Chic B                               | 2003, 2006, 2007, 2008, 2009, 2011, 2013, 2014, 2015, 2016, 2017 | [ 146 ] [ 147 ] [ 148 ] [ 140 ] [ 149 ] [ 150 ] [ 151 ] [ 152 ] [ 153 ] [ 154 ] [ 139 ] |
|      | Devo                                 | 2019, 2021, 2022                                                 | [ 155 ] [ 156 ] [ 143 ] [ 141 ]                                                         |
|      | The Dominoes C                       | 1997                                                             | [ 157 ]                                                                                 |
|      | Eric B. & Rakim                      | 2012                                                             | [ 158 ] [ 143 ]                                                                         |
|      | Billy Idol                           | 2025                                                             | [ 142 ]                                                                                 |
|      | Iron Maiden                          | 2021, 2023                                                       | [ 156 ] [ 159 ]                                                                         |
|      | The J. B.'s                          | 2016                                                             | [ 154 ]                                                                                 |
|      | J. Geils Band                        | 2005, 2006, 2011, 2017, 2018                                     | [ 160 ] [ 147 ] [ 150 ] [ 139 ] [ 161 ]                                                 |
|      | Jane’s Addiction                     | 2017                                                             | [ 139 ] [ 143 ]                                                                         |
|      | Joy Division / New Order             | 2023                                                             | [ 159 ] [ 142 ]                                                                         |
|      | Ben E. King D                        | 1986, 1987, 1988                                                 | [ 137 ] [ 138 ] [ 162 ]                                                                 |
|      | Lenny Kravitz                        | 2024                                                             | [ 143 ]                                                                                 |
|      | Fela Kuti                            | 2021, 2022                                                       | [ 156 ] [ 141 ]                                                                         |
|      | Los Lobos                            | 2016                                                             | [ 154 ]                                                                                 |
|      | Maná                                 | 2025                                                             | [ 142 ]                                                                                 |
|      | The Marvelettes                      | 2013, 2015                                                       | [ 151 ] [ 153 ]                                                                         |
|      | The Meters                           | 1997, 2013, 2014, 2018                                           | [ 157 ] [ 151 ] [ 152 ] [ 161 ]                                                         |
|      | Motörhead                            | 2020                                                             | [ 163 ]                                                                                 |
|      | New York Dolls                       | 2001, 2021, 2022                                                 | [ 164 ] [ 156 ] [ 141 ]                                                                 |
|      | Oasis                                | 2024, 2025                                                       | [ 143 ] [ 142 ]                                                                         |
|      | Sinéad O'Connor                      | 2024                                                             | [ 143 ]                                                                                 |
|      | Gram Parsons                         | 2002, 2004, 2005                                                 | [ 144 ] [ 165 ] [ 160 ]                                                                 |
|      | Esther Phillips                      | 1986, 1987                                                       | [ 137 ] [ 138 ]                                                                         |
|      | Phish                                | 2025                                                             | [ 142 ]                                                                                 |
|      | John Prine                           | 2019                                                             | [ 155 ]                                                                                 |
|      | Procol Harum                         | 2013                                                             | [ 151 ]                                                                                 |
|      | The Replacements                     | 2014                                                             | [ 152 ]                                                                                 |
|      | Rufus / Rufus featuring Chaka Khan F | 2012, 2018, 2019, 2020                                           | [ 158 ] [ 161 ] [ 155 ] [ 163 ]                                                         |
|      | Sade                                 | 2024                                                             | [ 143 ]                                                                                 |
|      | Sir Douglas Quintet                  | 2006                                                             | [ 147 ]                                                                                 |
|      | The Smiths                           | 2015, 2016                                                       | [ 153 ] [ 154 ]                                                                         |
|      | Steppenwolf                          | 2017                                                             | [ 139 ]                                                                                 |
|      | Sting G                              | 2015                                                             | [ 153 ]                                                                                 |
|      | Joe Tex                              | 1998, 2006, 2007, 2017                                           | [ 166 ] [ 147 ] [ 148 ] [ 139 ]                                                         |
|      | Thin Lizzy                           | 2020                                                             | [ 163 ]                                                                                 |
|      | Conway Twitty                        | 2005                                                             | [ 160 ]                                                                                 |
|      | War                                  | 2009, 2012, 2015                                                 | [ 149 ] [ 158 ] [ 153 ]                                                                 |
|      | Mary Wells                           | 1986, 1987                                                       | [ 137 ] [ 138 ]                                                                         |
|      | Chuck Willis                         | 1986, 1987, 1988, 1989, 1990, 2011                               | [ 137 ] [ 138 ] [ 162 ] [ 167 ] [ 168 ] [ 150 ]                                         |
|      | Steve Winwood H                      | 2003                                                             | [ 146 ]                                                                                 |